# Ummidia cerrohoya
Espèce
Ummidia cerrohoya est une espèce d'araignées mygalomorphes de la famille des Halonoproctidae.

## Distribution
Cette espèce est endémique du Panama. Elle se rencontre sur le Cerro Hoya.

## Description
La carapace de la femelle holotype mesure 6,05 mm de long sur 5,58 mm.

## Étymologie
Son nom d'espèce lui a été donné en référence au lieu de sa découverte, le Cerro Hoya.

## Publication originale
- Godwin & Bond, 2021 : « Taxonomic revision of the New World members of the trapdoor spider genus Ummidia Thorell (Araneae, Mygalomorphae, Halonoproctidae). » ZooKeys, no 1027, p. 1-65 (texte intégral).